# Guerra de Kurukshetra

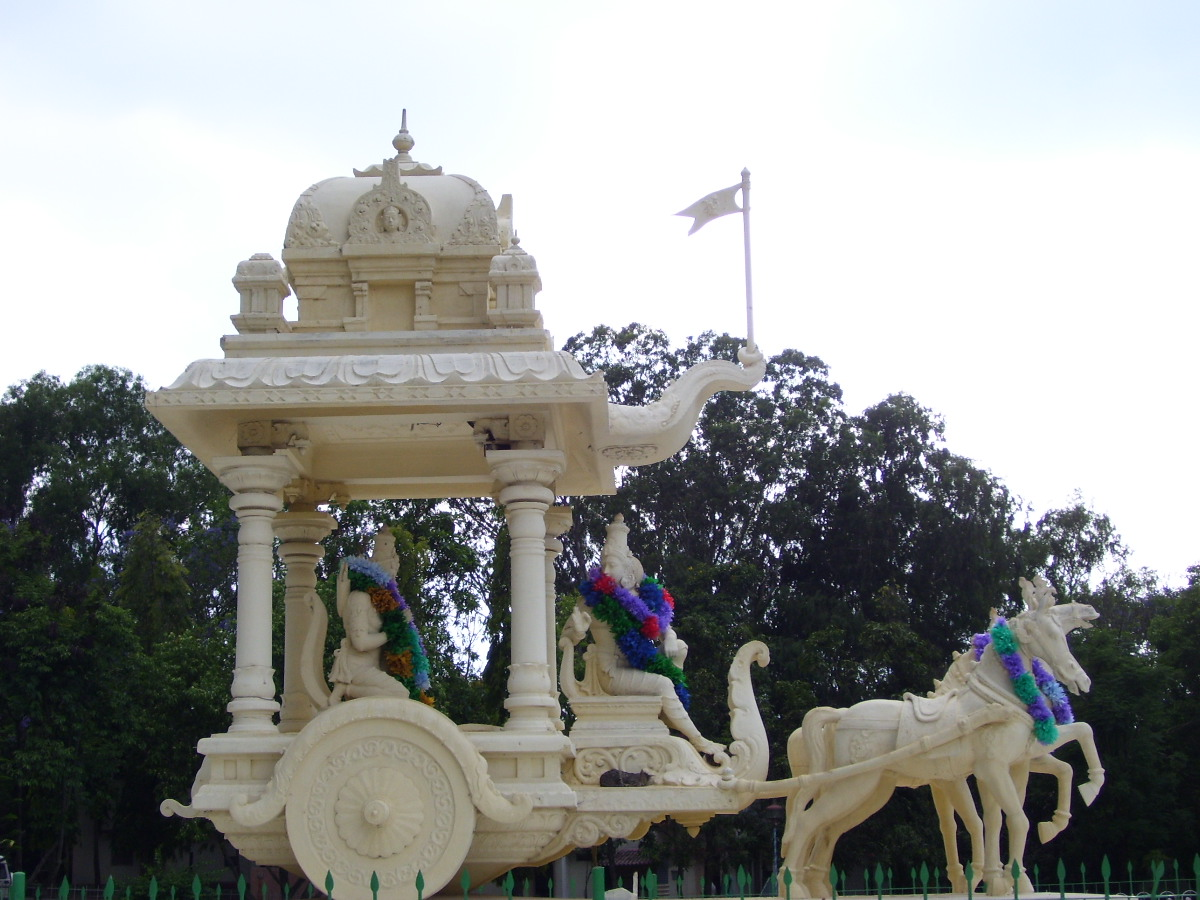
El carro de Arjuna para la batalla.

La guerra de Kurukshetra (en escritura devanagari: कुरुक्षेत्र युद्ध) es un componente esencial del texto épico hindú Majabhárata, concretamente del Bhagavad-Gita (que es una sección de este).
De acuerdo con el Mahabharata, la lucha entre clanes hermanos los Kauravas y los Pándavas por el trono de Hastināpura (cerca de la actual Nueva Delhi) fue resuelta en una guerra, en la cual un gran número de antiguos reinos participan como aliados de los clanes rivales. La localización de la batalla fue Kurukshetra (campo de los Kuru), en el actual estado de Haryana, en el norte de la India.
El Mahabharata cuenta que la batalla duró dieciocho días, durante los cuales grandes ejércitos procedentes de toda la India lucharon en ambos lados. La importancia dada a la narración de esta guerra es evidente, ya que mientras la duración de la historia es de siglos e involucra a varias generaciones de familias guerreras, la narración de la batalla, de solo 18 días, ocupa la mitad del libro.
La mayor parte de la narración describe con bastante minuciosidad las batallas individuales de los diferentes héroes de ambas partes, las formaciones militares empleadas cada día para ambos bandos, la diplomacia de la guerra, reuniones y discursos entre héroes y comandantes cada día antes del comienzo de la guerra, las armas utilizadas, etc.
Los capítulos (parvas) relacionados con la batalla, del capítulo seis al diez, se consideran entre los más antiguos del Mahabharata. El Bhagavad Guitá, texto sagrado de la filosofía hindú incluido en él, se considera un añadido posterior al Mahabharata que vuelve a contar la conversación entre el pándava Arjuna y Krishna, mientras saca a la luz la reticencia de Arjuna a luchar contra miembros de su propia familia.
Los hinduistas que creen que la batalla de Kurukshetra fue un hecho histórico, lo datan entre el año 3102 a. C. y el 800 de nuestra era, basándose en cálculos astronómicos y en la información del Mahabharata. La mitología de la batalla de Kurukshetra se describe también en la batalla de los Diez Reyes, mencionada en el Rigveda
Según el libro, el ejército de los Pandavas, mandado por Dhristadyumna, se organizaba en 7 "divisiones" que sumaban 1 530 900 hombres, mientras sus rivales, los Kauravas, al mando de Bhishma sumaban 11 "divisiones" o 2 405 700 hombres. La batalla fue increíblemente costosa para ambos bandos: sobrevivieron solo 8 pandavas y 4 kauravas.
Un enorme bajorrelieve de 94 m de longitud describe esta batalla en los muros del templo de Angkor Wat (Camboya), en el siglo XII d. C.